# Donji Podgradci
Donji Podgradci (en cirílico: Доњи Подградци) es una aldea de la municipalidad de Gradiška, Republika Srpska, Bosnia y Herzegovina.

## Población
| Composición de la Población - Aldea de Donji Podgradci | Composición de la Población - Aldea de Donji Podgradci | Composición de la Población - Aldea de Donji Podgradci | Composición de la Población - Aldea de Donji Podgradci | Composición de la Población - Aldea de Donji Podgradci |
| ------------------------------------------------------ | ------------------------------------------------------ | ------------------------------------------------------ | ------------------------------------------------------ | ------------------------------------------------------ |
|                                                        | 2013                                                   | 1991                                                   | 1981                                                   | 1971                                                   |
| Total                                                  | 771                                                    | 57 (100,0%)                                            | 1 038 (100,0%)                                         | 937 (100,0%)                                           |
| Varones                                                | 373                                                    | -                                                      | -                                                      | -                                                      |
| Mujeres                                                | 398                                                    | -                                                      | -                                                      | -                                                      |
| Bosniacos                                              | -                                                      | -                                                      | -                                                      | -                                                      |
| Serbios                                                | 762                                                    | 906 (94,67%)                                           | 921 (88,73%)                                           | 928 (99,04%)                                           |
| Croatas                                                | 4                                                      | 6 (0,627%)                                             | 6 (0,578%)                                             | 5 (0,534%)                                             |
| Bosnio                                                 | -                                                      | -                                                      | -                                                      | -                                                      |
| Gitanos                                                | -                                                      | -                                                      | -                                                      | -                                                      |
| Musulmanes                                             | -                                                      | -                                                      | -                                                      | -                                                      |
| Montenegrinos                                          | -                                                      | -                                                      | -                                                      | -                                                      |
| Macedonios                                             | -                                                      | -                                                      | -                                                      | -                                                      |
| Albaneses                                              | -                                                      | -                                                      | -                                                      | 1 (0,107%)                                             |
| Yugoslavos                                             | 5                                                      | 25 (2,612%)                                            | 87 (8,382%)                                            | 2 (0,213%)                                             |
| Ukranianos                                             | 1                                                      | -                                                      | -                                                      | -                                                      |
| Eslovenos                                              | -                                                      | -                                                      | 1 (0,096%)                                             | -                                                      |
| Ortodoxos                                              | 2                                                      | -                                                      | -                                                      | -                                                      |
| Otros                                                  | -                                                      | 20 (2,090%)                                            | 23 (2,216%)                                            | 1 (0,107%)                                             |
| Sin declarar                                           | 3                                                      | -                                                      | -                                                      | -                                                      |
| Desconocidos                                           | -                                                      | -                                                      | -                                                      | -                                                      |